# サビーネ・シュミッツ
サビーネ・シュミッツ （Sabine Schmitz, 1969年5月14日 - 2021年3月16日）は、ドイツ・アーデナウ出身のレーシングドライバー。結婚当時の姓名はサビーネ・レック (Sabine Reck)。かつてはBMWチーム所属のプロレーシングドライバーであり、ニュルブルクリンクの“Ring taxi”（後述）ドライバー、テレビ司会者としても活躍した。ザビーネ・シュミッツと表記されることもある。

## 経歴
地元でホテルとレストランを経営するシュミッツ家に生まれた。二人の姉と共にニュルブルクリンク北コースの中にあるホテル Hotel am Tiergarten（レストランPistenklauseの地階）で育った。
サビーネはホテルのスペシャリスト、そしてソムリエとしての教育を受けた。その後ホテル経営者と結婚し、ノルトライン＝ヴェストファーレン州のプルハイムに移り住んだが、2000年に離婚した。2003年まではニュルブルクでFuchsröhre（キツネ穴の意）というレストランバーを経営していた。店名は、北コースにあるセクションの名前にちなんでいる。2004年には、ヘリコプター操縦士の免許を取得している。
シュミッツ家の3姉妹は、時折ファミリーカーで北コースを走行していた。その後3人ともレースに参加するようになるが，継続して参戦し勝利を重ねたのはサビーネだけだった。彼女はCHC、VLN等のニュルブルクリンクでおこなわれるレースイベントに勝利し、1996年と1997年にはニュルブルクリンク24時間レースで総合優勝を果たし、メジャーな24時間耐久レースで初めて優勝した女性となった。1998年にはVLN耐久レース選手権のシリーズチャンピオンも獲得した。全てBMW・M3を駆り、地元のベテランドライバー Johannes Scheid をパートナーにして得た勝利だった。
2006年には Klaus Abbelen と共に Land Motorsport チームからポルシェ・997でニュルブルクリンクVLN耐久レースシリーズに参戦を開始する。2008年のニュルブルクリンク24時間ではポルシェ・ワークスの Manthey Racing の2台に次ぐ3位を獲得している。

### ニュルブルクリンク

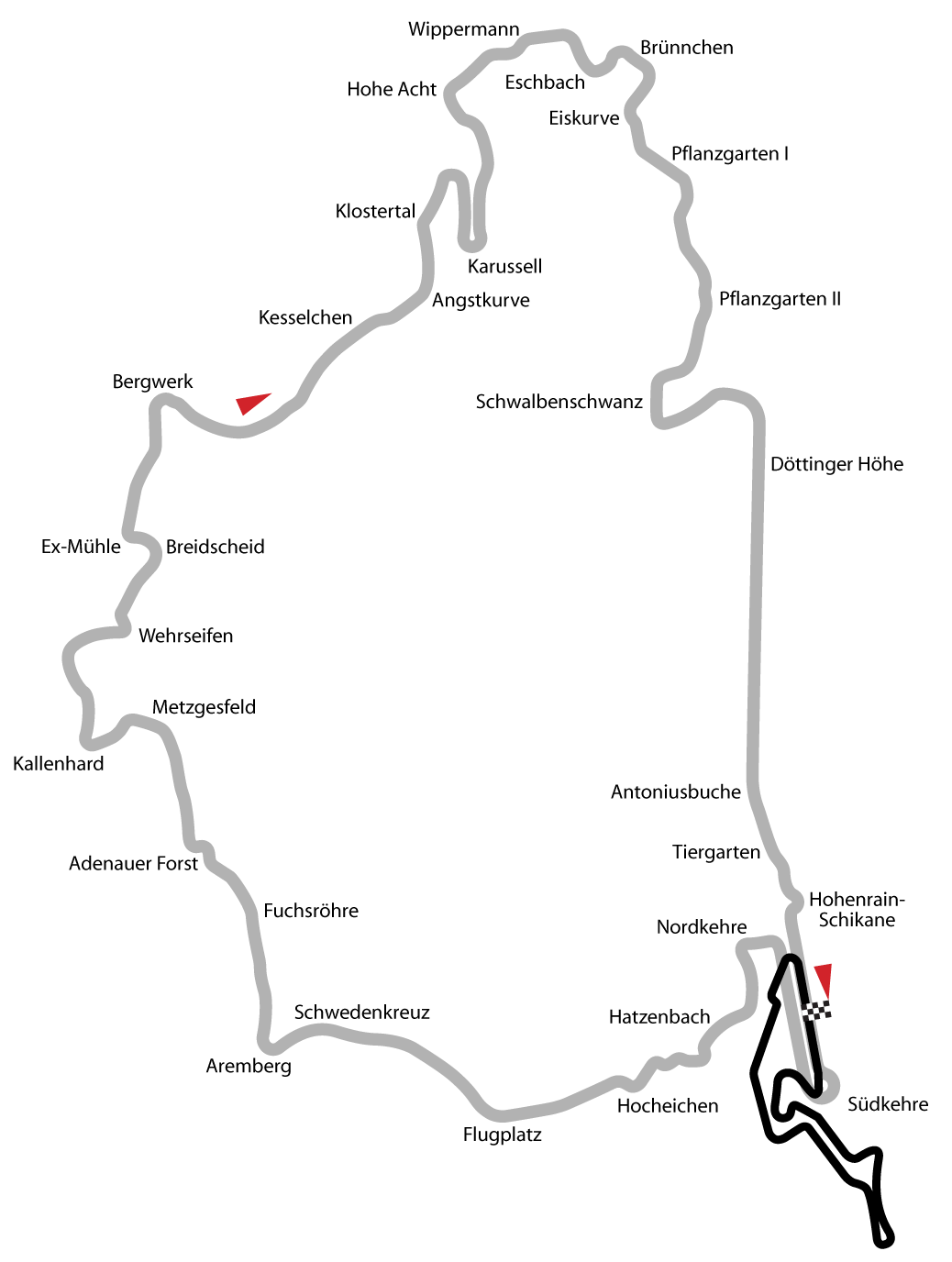
ニュルブルクリンク北コース
（図中の灰色部分）

ニュルブルクリンクには、“Ring Taxi”と名付けられた2台のBMW・M5があり、チケットを購入すればレーシングドライバーによる北コース走行を同乗体験できる。サビーネはそのうちの1台のドライバーを務めており、その豪快なドライビングが有名になるにつれ人々の注目を浴びていった。
自身の言によると、彼女はこれまでにコースを2万周もしており、年間約1200周をこなしているという。コースを熟知し尽くしている彼女は、「ニュルブルクリンクの女王」、「世界最速のタクシードライバー」といったニックネームで呼ばれるようになった。彼女のお気に入りのセクションは、SchwedenkreuzとFuchsrohreとのこと。（各セクションの位置についてはコース図を参照。）
主なライバルとしては、クラウディア・ヒュルトゲンが挙げられる。BMW・Z4を駆る彼女は2005・2006年のVLNシリーズを連覇し、2008年の同シリーズ第3戦ではポール・トゥ・ウィンを飾っている。
ニュルブルクリンクを本拠地に自身の会社「サビーネ・シュミッツ・モータースポーツ」を経営し、レーシングドライバーの訓練や、上記“Ring Taxi”のサービスを提供していた。

### テレビ出演
「世界最速のタクシードライバー」として知名度が上がったことにともない、サビーネはたびたびモータースポーツ番組のゲストコメンテーターを依頼されるようになり、ユーモラスな解説ぶりが評判になった。2006年9月からは、ドイツのテレビチャンネルDMAXの自動車番組、D Motorで司会を務めることになった。彼女は番組内で毎回色々なチャレンジ企画をおこなっている。例えばフェラーリ・360モデナと1200馬力のレーシングトラックの対決、フォーミュラ・ルノーマシンとレース用のサイドカーとの対決などである。
さかのぼって2004年12月には、サビーネはイギリスでの知名度を上げることになる。BBCの自動車番組「トップ・ギア」に出演した。ジャガー・Sタイプのディーゼル仕様で、司会者のジェレミー・クラークソンが北コースをアタックして出したベストタイムである9分59秒を、彼女は1回きりのアタックで47秒も上回ってみせた（シーズン5 エピソード5にて放送）。ジェレミーのタイムを酷評して彼女は、「それぐらいのラップタイム、私ならバンでも出せるわ」と言い放った。

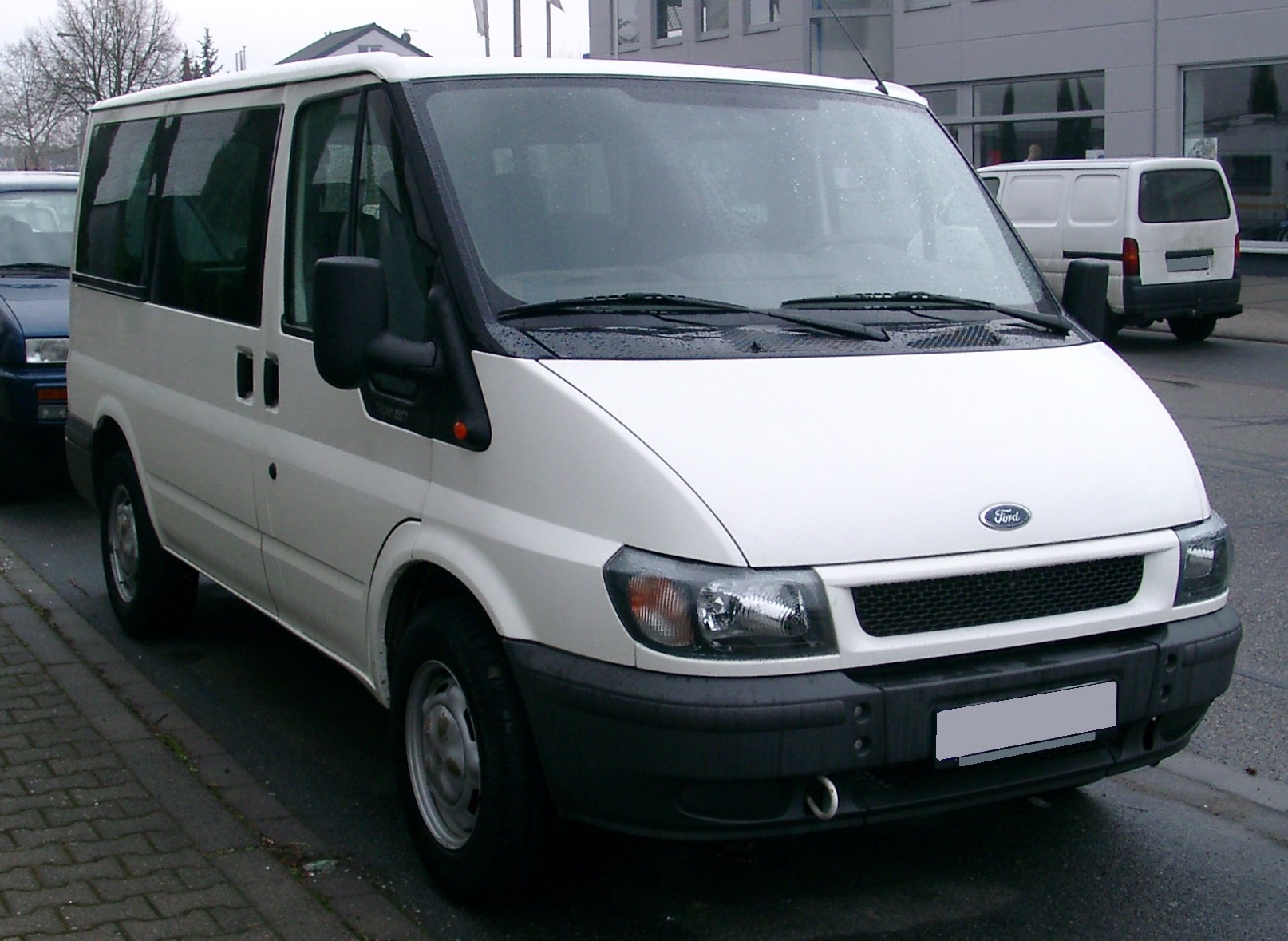
フォード・トランジット

2回目のトップ・ギア出演で、彼女は実際に商用バン （フォード・トランジット）に乗り、ジェレミーがジャガーで出したベストタイムの更新に挑戦することになった。軽量化（といってもホイールキャップ、スペアタイヤ、工具セット、そして同乗していたリチャード・ハモンドを降ろした程度）を施し、ダッジ・バイパーを先行させてスリップストリームを利用するなどしたが、最終的なベストタイムは10分8秒と、惜しくも更新には至らなかった（シーズン6 エピソード7にて放送）。番組のスタッフは彼女を撮影しようとしたが速すぎてついて行けないため、ジャガーのテストドライバーであるウォルフガング・シュバウアーを雇い、彼の運転するジャガー・SタイプRで追いかけることになった。
3回目の出演は、2005年トップ・ギア アワード「ベスト・ドイツ人」の受賞だった（シーズン7 エピソード6にて放送）。
2007年には、ジェレミーのDVD「Supercar Showdown」においてアウディ・R8を駆り、ポルシェ・911GT3に乗るスティグと対決した。
トップ・ギアと彼女が司会するD Motorは、番組同士の対決企画をおこなった（トップ・ギア側ではシーズン11 エピソード6にて放送）。イギリス対ドイツの国産車対決ではミニ・クーパーをお互いに「国産車だ」と言い張って同車対決をおこなった。ダブルデッカー車（2台の車を上下に合体させ、上の車のドライバーがステアリング、下の車のドライバーがアクセルとブレーキを担当する、いわば車版二人羽織） 対決ではジェレミーとトップ・ギアスタッフの “Kiff”（昔鮫に食われた片手が義手であり、ステアリング担当なのにレース途中に義手が外れてしまった）のペアをサビーネたちが破った。
2016年2月には、同年5月から放送予定の『トップ・ギア』新シリーズにおいて、正式に司会者陣に加わることが発表された。
2017年にがんの告知を受け闘病生活に入る。化学療法による治療の結果、2019年には一時レーシングカーのステアリングを握るところまで回復するが、その後がんの再発・転移を繰り返した。一方でヘリコプターの操縦免許を取得し、闘病中もニュルブルクリンク上空を自ら操縦するヘリでしばしば飛行していた。2021年3月16日、51歳で死去。

## レース戦績
- ニュルブルクリンク24時間レース: 総合優勝（1996年・1997年 BMW）、3位（2008年 ポルシェ）、9位（2011年 ポルシェ）、6位 （2012年 ポルシェ）

### 世界ツーリングカー選手権
| 年     | チーム                                   | 車両                        | 1     | 2     | 3     | 4     | 5     | 6     | 7        | 8        | 9        | 10       | 11    | 12    | 13    | 14    | 15    | 16    | 17    | 18    | 19    | 20    | 21    | 22    | 23    | 24    | DC   | ポイント |
| ------ | ---------------------------------------- | --------------------------- | ----- | ----- | ----- | ----- | ----- | ----- | -------- | -------- | -------- | -------- | ----- | ----- | ----- | ----- | ----- | ----- | ----- | ----- | ----- | ----- | ----- | ----- | ----- | ----- | ---- | -------- |
| 2015年 | All–Inkl.com・ミュニヒ・モータースポーツ | シボレー・RML クルーズ・TC1 | ARG 1 | ARG 2 | MAR 1 | MAR 2 | HUN 1 | HUN 2 | GER 1 10 | GER 2 11 | RUS 1    | RUS 2    | SVK 1 | SVK 2 | FRA 1 | FRA 2 | POR 1 | POR 2 | JPN 1 | JPN 2 | CHN 1 | CHN 2 | THA 1 | THA 2 | QAT 1 | QAT 2 | 23位 | 1        |
| 2016年 | All–Inkl.com・ミュニヒ・モータースポーツ | シボレー・RML クルーズ・TC1 | FRA 1 | FRA 2 | SVK 1 | SVK 2 | HUN 1 | HUN 2 | MAR 1    | MAR 2    | GER 1 10 | GER 2 11 | RUS 1 | RUS 2 | POR 1 | POR 2 | ARG 1 | ARG 2 | JPN 1 | JPN 2 | CHN 1 | CHN 2 | QAT 1 | QAT 2 |       |       | 22位 | 1        |

- 太字はポールポジション、斜字はファステストラップ。(key)